# Matti Klenell
Matti Gustav Klenell, född 27 november 1972 i Brämaregårdens församling i Göteborg, är en svensk möbelformgivare, inredningsarkitekt och glaskonstnär.

## Biografi
Klenell är uppvuxen i Edsbjörke utanför Sunne, där hans föräldrar Ingalena och Ragnar Klenell verkade som glaskonstnärer i den egna Edsbjörke Studio sedan 1979. Han har studerat vid Konstfacks institution för inredningsarkitektur och möbeldesign 1994-1999 samt Kunstakademiets Arkitektskole i Köpenhamn 1997. Därefter startade han tillsammans med kollegor från Konstfack designkollektivet Our samt det egna företaget Matti Klenell Studio år 2000.
Han har designat produkter för ett flertal företag, gjort egna glaskonstkollektioner och deltagit i utställningar i Sverige och utomlands. Han har blivit uppmärksammad för sin innovativa vidareutveckling av den typiska skandinaviska designtraditionen med blandning av form och funktion.[förklaring behövs] Klenell undervisar också vid ett flertal designskolor, såsom Konstfack och Beckmans designhögskola, där han var huvudlärare 2000-06, och har bland ett flertal utmärkelser tilldelats Ljunggrenska formgivarpriset 2003. Bland kända verk är verk för Örsjö Belysning, som taklamporna Kapoor och Vimpel samt bords- och golvlampan Mushroom. Klenell finns representerad vid Nationalmuseum i Stockholm.
Han är bror till glaskonstnären Simon Klenell, redaktören Johannes Klenell och musikproducenten Elias Klenell.

## Separatutställningar
- Agata, Stockholm, 2001
- Galleri IngerMolin, Stockholm, 2002
- Galleri IngerMolin, Stockholm, 2005

## Representerad
- Värmlands museum, Karlstad
- Nationalmuseum, Stockholm
- Museum of Design and Applied Arts, Gardabaer, Island